# سيدني بلات
سيدني بلات (بالإنجليزية: Sidney Blatt)‏ هو معالج نفسي أمريكي، ولد في 1928 في فيلادلفيا في الولايات المتحدة، وتوفي في 2014 في هامدن في الولايات المتحدة.